# Mor Karbasi
Mor Karbasi é um cantora-compositora israelense, nascida em Jerusalém, atualmente baseada em Sevilha, depois de cinco anos em Londres.
Um de seus principais projetos é a música em Ladino, língua também conhecida como Judezmo, Espanyolit, ou Sefardita - a língua antiga e música dos Judeus expelidos de Portugal e Espanha. Ela escreve material original, assim como também canta canções tradicionais. Ela tem sido comparada a Mariza e Yasmin Levy, mas tem um forte som pessoal, qualquer que seja o tipo de música que ela canta.
Karbasi nasceu e cresceu numa família com origem misto, o pai judeu iraniano e a mãe judia marroquina; e de acordo com a avô marroquina dela, "a sangue se lembra", o que significa que antes de isso os antepassados dela vieram da Espanha. Sua conexão a esta cultura é expressa apaixonadamente através de sua música.

## Carreira Musical
As aparições de Karbasi em concerto incluem: Tournée em EUA e Europa, incluindo aparições em Trafalgar Square (Londres) no palco ao ar livre (2006 e 2007),
apresentações em festivais (Womad Festival 2007 em Charlton Park, Las Palmas-Ilhas Canárias, o Celtic Connections 2009, Eilat Chamber Music Festival, Festival Sete Sóis Sete Luas, Festival Músicas do Mundo), assim como programas de TV e Rádio na francês de tevê nacional de França e rádio da BBC e concertos exclusivos com a Orquestra Andaluza Israelense.
Seu primeiro álbum, The Beauty and the Sea, foi resenhado no jornal The Guardian. O artigo chamou-a  "uma das grandes jovens divas do mundo da música atual." 
Ela também fez participações com grupos de estilos semelhantes, como Koby Israelite, o grupo de fusão barroco 'Eclipse', o grupo de Raï Ludomix, e a Pena de Flamenco de Israel, bem como cantores israelenses de música oriental o de piyyutim como Shlomi Saranga e Ziv Yehezkel.

## Discografia
- O trabalho anterior inclui um CD auto-produzido, chamado "Broken Wings", e um EP com quatro faixas chamado "Rosa".
- The Beauty and the Sea [2008]
- Daughter of the Spring [2011]
- La Tsadika  [2013]
- Ojos de Novia  [2016]
- Awakening Beyond [2017]

## Influências tradicionais
Mor Karbasi recolhe e canta canções tradicionais em Judeu-Espanhol, bem como música europeia e latino-americana, também música andaluza cantada em hebraico com acordes e escalas em árabe. O último tipo é chamado piyyutim, e é um tipo de oração tradicionalmente cantada por homens.

## References
1. ↑  Mor Karbasi Arquivado em 16 de agosto de  2016, no Wayback Machine.. Eilat Chamber Music Festival
2. ↑  Cantora israelita Mor Karbasi e bascos Iñaki Plaza fazem estreia nacional nos Açores. Diário dos Açores (em português)
3. ↑  Música: Portico Quartet e cantora Mor Karbasi actuam em Julho no Festival de Sines. Jornal de Notícias (em português)
4. ↑  Mor Karbasi, The Beauty and the Sea, The Guardian, Friday April 25, 2008
5. ↑  II Festival Internacional da Memória Sefardita. Rede de Judiarias de Portugal (em português)